# La Ordeña, Querétaro Arteaga
La Ordeña är en ort i Mexiko.   Den ligger i kommunen Peñamiller och delstaten Querétaro Arteaga, i den centrala delen av landet, 210 km norr om huvudstaden Mexico City. La Ordeña ligger 1 522 meter över havet och antalet invånare är 251.
Terrängen runt La Ordeña är huvudsakligen kuperad. La Ordeña ligger nere i en dal. Runt La Ordeña är det ganska glesbefolkat, med 27 invånare per kvadratkilometer. Närmaste större samhälle är Milpillas de Santiago, 19,1 km väster om La Ordeña. Omgivningarna runt La Ordeña är i huvudsak ett öppet busklandskap.